# 高岡法科大学
高岡法科大学（たかおかほうかだいがく、英語: Takaoka University of Law）は、富山県高岡市戸出石代307-3に本部を置く日本の私立大学。1959年創立、1989年大学設置。大学の略称は高岡法大、TUL。
北信越地方で法学部を設置した最初の私立大学である。法学部のみの単科大学。

## 概観

### 建学の精神
- 祖国の道義を興し、親の幸福を祈る人格
- 礼儀を尊重し、正しい判断力に基づく行動
- 潜在力を抽出しつつ、愛情に導かれる教育

## 沿革
（沿革節の主要な出典は公式サイト）

### 略歴
県立高校校長であった川原忠平が、退職後に当時県西部に私立高校が存在しないことは教育の平等の観点から黙視できないとし、私財をなげうって県西部で最初の私立高校「高岡第一高等学校」を1959年（昭和34年）に創設した。1989年（平成元年）やはり県西部に私立大学が存在しないこと、富山県内第二の都市である高岡に大学をとの声から、当時高岡第一学園理事長であった川原隆平（現学園長）が、高岡市戸出の高岡オフィスパークに隣接する場所に高岡法科大学を設立した。
2024年4月、2025年度から学生募集を停止することを発表した。

### 年表
- 1959年（昭和34年）3月14日 - 学校法人高岡第一高等学校設立
- 1965年（昭和40年）10月1日 - 法人名を高岡第一学園に改称
- 1989年（平成元年）4月1日 - 高岡法科大学開学（法学部法律学科）
- 2000年（平成12年） - ミレニアムホール完成
- 2003年（平成15年） - 大学院法学研究科法学専攻（修士課程）を開設
- 2016年（平成28年） - 学科を改組し法学部法学科を新設（法律学科、ビジネス法学科を募集停止）。大学院法学研究科を募集停止
- 2018年（平成30年） - 大学院法学研究科を廃止
- 2019年（平成31年） - 高岡第一学園創設60周年、高岡法科大学創立30周年
- 2024年 - 2025年度の学生募集停止・2028年を以て閉校を決定

## 組織

### 学部
北陸地域において、唯一の私立大学法学部であり、また金沢大学（法学類）とともに数少ない法律系学部を有する大学である。
国立大学法科大学院への進学者も多く、司法試験合格者を輩出している。
- 法学部
  - 法学科
    - 公共政策コース（公務員志望者）
    - 法務・資格コース（法科大学院・その他法律関連資格取得志望者）
    - 企業人コース（一般企業への就職志望者）
      - 2年次よりコースに分かれ、将来を見据えた教育を受けることができる。

### 大学院
北陸地方唯一の私立大学大学院による法学研究科法学専攻（修士課程）があったが、2018年に廃止となった。

## 大学施設
- 講義棟（本館）
  - 就職支援センター（2007年設置、旧学生支援センター）
  - 大講義室
  - 法廷教室
- 体育館・柔道場
- 厚生棟（ラウンジ[卓球台・ビリヤード台]）
- 図書館（法律関連を中心に蔵書約10万冊）
  - 沼田稲次郎文庫（高岡市出身の労働法学者で、東京都立大学第5代総長であった沼田稲次郎の著作を集めたもの）
  - 故谷口貴都教授記念文庫、故山下昭浩教授記念文庫、故豊本治教授記念文庫（教員の家族より寄贈を受けたもの）
- 大学院棟・ミレニアムホール
  - ミレニアムホール（約500名収容の講堂）
- グラウンド
- 野球場
  - ブルペン（屋根付き）
  - 用具置き場・休憩所
- テニスコート（2面）
- 第1駐車場・第2駐車場（広い）
- その他
  - 硬式野球部寮
  - 女子柔道部寮
  - セミナーハウス（現在使用禁止）

## 就職支援
- 就職支援センター
  - 手厚い就職サポートが行われており、4年連続就職率100%となっている。
  - 社会人基礎力講座等で、近隣の能作やゴールドウィンなどへの地元企業への訪問などを積極的に行っている。

## キャンパスライフ
- 大学祭 - 高岡法科大学大学祭（10月）
- サークル - 女子柔道、フットサル、空手、硬式野球、軽音楽、創作、社会安全ボランティア、ガーデニング、光画（写真）、天文などがある。
  - 硬式野球部 - 北陸大学野球リーグ（北陸大学野球連盟）2部所属。1部リーグでは6回の優勝を誇り、プロ野球選手も輩出している。
  - 陸上部 - 現在廃部。かつては駅伝の常連校であった。全日本大学駅伝には2003年から6年連続出場、最高位は18位（2007年）。全日本大学女子駅伝には1994年から15年連続出場、最高位は15位（2001・2003年）。

## 大学関係者

### 卒業生
- 梅本晃弘（北日本放送報道部記者）[4]
- 能村さくら（総合格闘家）
- 鼻毛の森（シンガーソングライター）[5]
- 満田美紀（元プロボクサー）
- 矢地健人（元プロ野球選手）
- 山上直輝（元独立リーグ野球選手）
- 薮中一夫（高岡市議会議員）

### 教職員
- 桑田三郎（初代学長、中央大学名誉教授）
- 横山桂次（第2代学長、中央大学名誉教授）
- 吉原節夫（第3代学長、富山大学名誉教授）
- 千々岩力（第4代学長）
- 根田正樹（第5代学長、第7代学長）
- 石崎誠也（第6代学長、新潟大学名誉教授・弁護士）
- 小林敬和（愛媛大学名誉教授）
- 布施勉（横浜市立大学名誉教授・元学長）
- 谷口貴都
- 谷口洋幸[6]
- 石田榮一
- 松原哲
- 稲田陽一（岡山大学名誉教授）
- 高橋正樹 (政治家)

## 交通アクセス
- 高岡駅南口から加越能バスで高岡法科大学下車（約25分）
- 北陸自動車道高岡砺波スマートICより3分

## 系列・関係校
- 高岡第一高等学校
- 高岡第一学園幼稚園教諭・保育士養成所[7]
- 高岡第一学園附属第一幼稚園
- 高岡第一学園附属第二幼稚園
- 高岡第一学園附属第三幼稚園
- 高岡第一学園附属第五幼稚園
- 高岡第一学園福岡ひばり園
- 富山県高岡看護専門学校（理事長が同じ）

## 対外関係

### 他大学との協定
- 放送大学[8]

### 自治体・企業との協定
- 富山県（県寄附講義、就職地元定着関連）
- 高岡市（各種委託研究など）
- 富山銀行（包括的連携協力、富山銀行寄附講義「銀行論」）

## 就職先
- 令和元年度　愛知県警、長野県警、石川県警、富山県警など
- 平成30年度　国土交通省北信越運輸局、京都市役所、七尾市役所、富山県警、兵庫県警、自衛隊一般曹候補生など
- 平成29年度　栃木県警、富山県警、ブリヂストンタイヤジャパン、グンゼスポーツ株式会社、金沢大学法科大学院など

## その他
- 卒業生（金沢大学法科大学院進学）が平成27年度司法試験に現役合格。平成30年度にも卒業生（東北大学法科大学院進学）が司法試験に合格。
  - 法科大学院進学実績（金沢大学、東北大学、大阪大学、横浜国立大学、岡山大学など）
- 毎年、多数の公務員試験試験合格者が出ており、これまでに国家公務員、地方公務員を各100名以上、140名以上の警察官・消防士を輩出している。
  - 国土交通省、文科省など（国家公務員一般職、旧II種）、裁判所事務官、刑務官、高岡市、富山市、渋谷区、京都市など。
  - 警察・消防（富山県警、石川県警、福井県警、新潟県警、警視庁、富山市消防局、高岡市消防本部、富山県東部消防組合など）。